# Okwahu United FC
Okwahu United Football Club w skrócie Okwahu United FC – ghański klub piłkarski grający niegdyś w pierwszej lidze ghańskiej, mający siedzibę w mieście Nkawkaw.

## Sukcesy
- Puchar Ghany[1]:
  - zwycięstwo (1): 1986.
  - finał (2): 1997, 2000.

## Występy w afrykańskich pucharach
| Sezon | Rozgrywki           | Runda | Kraj | Klub       | Dom | Wyjazd | Dwumecz |
| ----- | ------------------- | ----- | ---- | ---------- | --- | ------ | ------- |
| 1987  | Puchar Konfederacji | 1     | Zair | AS Kalamu  | 2–0 | 1–1    | 3–1     |
| 1987  | Puchar Konfederacji | 2     | Togo | Entente II | 0–0 | 0–2    | 0–2     |

## Stadion
Domowe mecze klub rozgrywa na stadionie o nazwie Nkawkaw Park w Nkawkaw, który może pomieścić 1000 widzów.